# Запорожець (часопис)
«Запорожець» —  часопис українського «Товариства Запорожців» у Франції, виходив у Парижі. Задумувався спершу як інформаційний бюлетень, однак згодом значно розширив аналітику та інші відділи. Виходив у 1936—1939 роках.